# Maesawa Mitsunori
Mitsunori Maesawa (sinh ngày 20 tháng 12 năm 1967) là một cầu thủ bóng đá người Nhật Bản.

## Sự nghiệp câu lạc bộ
Mitsunori Maesawa đã từng chơi cho JEF United Ichihara.